# إيما هيغينز
إيما هيغينز (بالإنجليزية: Emma Higgins) (15 مايو 1986 ببيليمينا في المملكة المتحدة - ) هي لاعبة كرة قدم بريطانية في مركز حراسة المرمى. شاركت مع منتخب أيرلندا الشمالية لكرة القدم للسيدات. أما مع النوادي، فقد لعبت مع ناتدبيرنوفيلاغ ريكيافيكور وLeeds United Women F.C. ‏ وGlentoran W.F.C. ‏ وDoncaster Rovers Belles L.F.C. ‏ وGrindavík (men's football) ‏.

## وصلات خارجية
- إيما هيغينز على موقع الاتحاد الدولي (مؤرشف)  (الإنجليزية)
- إيما هيغينز على موقع الاتحاد الأوربي (الإنجليزية)
- إيما هيغينز على موقع قاعدة بيانات كرة القدم.إي يو (الإنجليزية)
- إيما هيغينز على موقع أوليمبيديا (الإنجليزية)